# PostNL
PostNL es una empresa de correo, paquetería y comercio electrónico con operaciones en los Países Bajos, Bélgica, Luxemburgo, Alemania, Italia y el Reino Unido. Su cotización es pública en Euronext Ámsterdam. Anteriormente era una subsidiaria de TNT N.V., se convirtió en una compañía independiente después de segregarse de TNT en mayo de 2011.

## Historia
Como fue decidido en reunión general el 25 de mayo de 2011, PostNL N.V. es el nuevo nombre de TNT N.V. después de escindirse TNT Express de la compañía. PostNL retuvo un 29.9% del accionariado de cuando fue completada la ruptura. Peter Bakker, consejero delegado de TNT desde 2001, abandonó el cargo a finales de mayo de 2011 siendo sustituido por Kiven Post como nuevo delegado de PostNL.